# ティルザー・アタール
ティルザー・アタール（תרצה אתר Tirza Attar、1941年1月27日 - 1977年9月7日）は、イスラエルの詩人、作詞家、翻訳家。テルアビブ出身。女性。息子はミュージシャンのネイサン・スラー（Nathan Slor）。
1970年に開催された東京国際歌謡音楽祭(第2回より世界歌謡祭と改称)でヘドバとダビデの『ナオミの夢』を作詞し、グランプリに輝いた。この曲は元々はイスラエルのコーヒーのCMソングとして作られたが、出来が良かったため音楽祭に参加してみたところグランプリを受賞した。日本語版が発売される際には訳詞を片桐和子が担当した。
1977年9月7日、6階にある自宅の窓から転落死。36歳没。